# Castella (Lot-et-Garonne)
Pour les articles homonymes, voir Castella.
Castella est une commune du Sud-Ouest de la France, située dans le département de Lot-et-Garonne (région Nouvelle-Aquitaine).

## Géographie

### Localisation
Commune située dans l'aire d'attraction d'Agen en Pays de Serres entre Agen et Villeneuve-sur-Lot.

### Communes limitrophes
Les communes limitrophes sont La Croix-Blanche, Foulayronnes, Laugnac, Monbalen, Saint-Antoine-de-Ficalba, Sainte-Colombe-de-Villeneuve et Sembas.
| Sembas       | Sainte-Colombe-de-Villeneuve | Saint-Antoine-de-Ficalba |
| Laugnac      | Castella                     | Monbalen                 |
| Foulayronnes | La Croix-Blanche             |                          |

### Hydrographie
La commune est traversée par le Ruisseau de Bourbon affluent de la Garonne et la Masse de Pujol affluent du Lot.

### Climat
Pour des articles plus généraux, voir Climat de la Nouvelle-Aquitaine et Climat de Lot-et-Garonne.
Historiquement, la commune est exposée à un climat océanique aquitain.  
En 2020, Météo-France publie une typologie des climats de la France métropolitaine dans laquelle la commune est exposée à un climat océanique altéré et est dans la région climatique Aquitaine, Gascogne, caractérisée par une pluviométrie abondante au printemps, modérée en automne, un faible ensoleillement au printemps, un été chaud (19,5 °C), des vents faibles, des brouillards fréquents en automne et en hiver et des orages fréquents en été (15 à 20 jours).
Pour la période 1971-2000, la température annuelle moyenne est de 12,7 °C, avec une amplitude thermique annuelle de 15,4 °C. Le cumul annuel moyen de précipitations est de 806 mm, avec 10,9 jours de précipitations en janvier et 6,6 jours en juillet. Pour la période 1991-2020, la température moyenne annuelle observée sur la station météorologique la plus proche, située sur la commune de Laroque-Timbaut à 7,04 km à vol d'oiseau, est de 14,0 °C et le cumul annuel moyen de précipitations est de 821,7 mm,. Pour l'avenir, les paramètres climatiques de la commune estimés pour 2050 selon différents scénarios d'émission de gaz à effet de serre sont consultables sur un site dédié publié par Météo-France en novembre 2022.

## Urbanisme

### Typologie
Au 1er janvier 2024, Castella est catégorisée commune rurale à habitat très dispersé, selon la nouvelle grille communale de densité à sept niveaux définie par l'Insee en 2022.
Elle est située hors unité urbaine. Par ailleurs la commune fait partie de l'aire d'attraction d'Agen, dont elle est une commune de la couronne,. Cette aire, qui regroupe 81 communes, est catégorisée dans les aires de 50 000 à moins de 200 000 habitants,.

### Occupation des sols

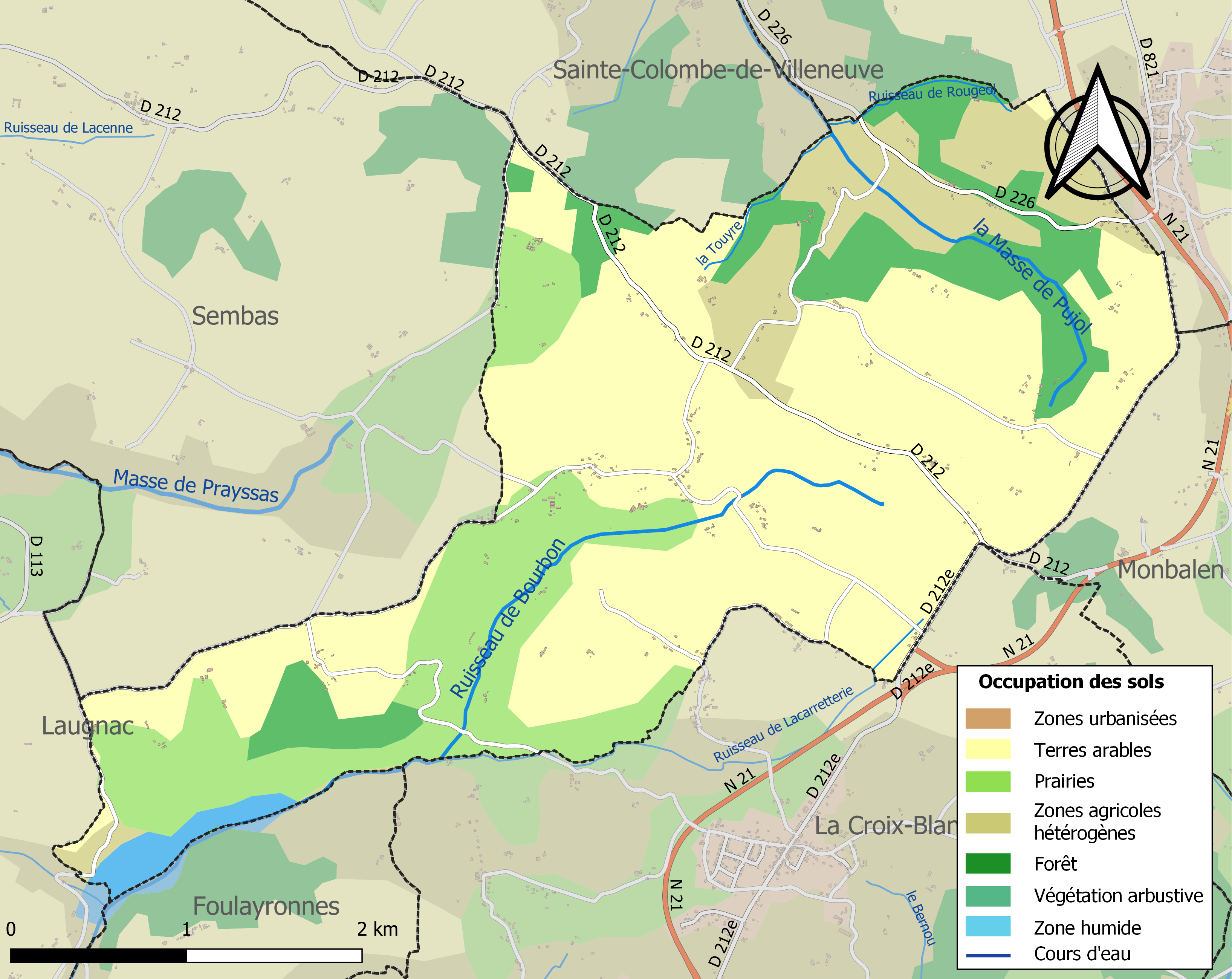
Carte des infrastructures et de l'occupation des sols de la commune en 2018 (CLC).

L'occupation des sols de la commune, telle qu'elle ressort de la base de données européenne d’occupation biophysique des sols Corine Land Cover (CLC), est marquée par l'importance des territoires agricoles (86,4 % en 2018), en diminution par rapport à 1990 (90,1 %). La répartition détaillée en 2018 est la suivante : 
terres arables (56,3 %), prairies (18,7 %), forêts (12 %), zones agricoles hétérogènes (11,4 %), eaux continentales (1,5 %). L'évolution de l’occupation des sols de la commune et de ses infrastructures peut être observée sur les différentes représentations cartographiques du territoire : la carte de Cassini (XVIIIe siècle), la carte d'état-major (1820-1866) et les cartes ou photos aériennes de l'IGN pour la période actuelle (1950 à aujourd'hui).

### Risques majeurs
Le territoire de la commune de Castella est vulnérable à différents aléas naturels : météorologiques (tempête, orage, neige, grand froid, canicule ou sécheresse), mouvements de terrains et séisme (sismicité très faible). Il est également exposé à un risque technologique,  le transport de matières dangereuses. Un site publié par le BRGM permet d'évaluer simplement et rapidement les risques d'un bien localisé soit par son adresse soit par le numéro de sa parcelle.

#### Risques naturels
Les mouvements de terrains susceptibles de se produire sur la commune sont des affaissements et effondrements liés aux cavités souterraines (hors mines) et des tassements différentiels. Afin de mieux appréhender le risque d’affaissement de terrain, un inventaire national permet de localiser les éventuelles cavités souterraines sur la commune.

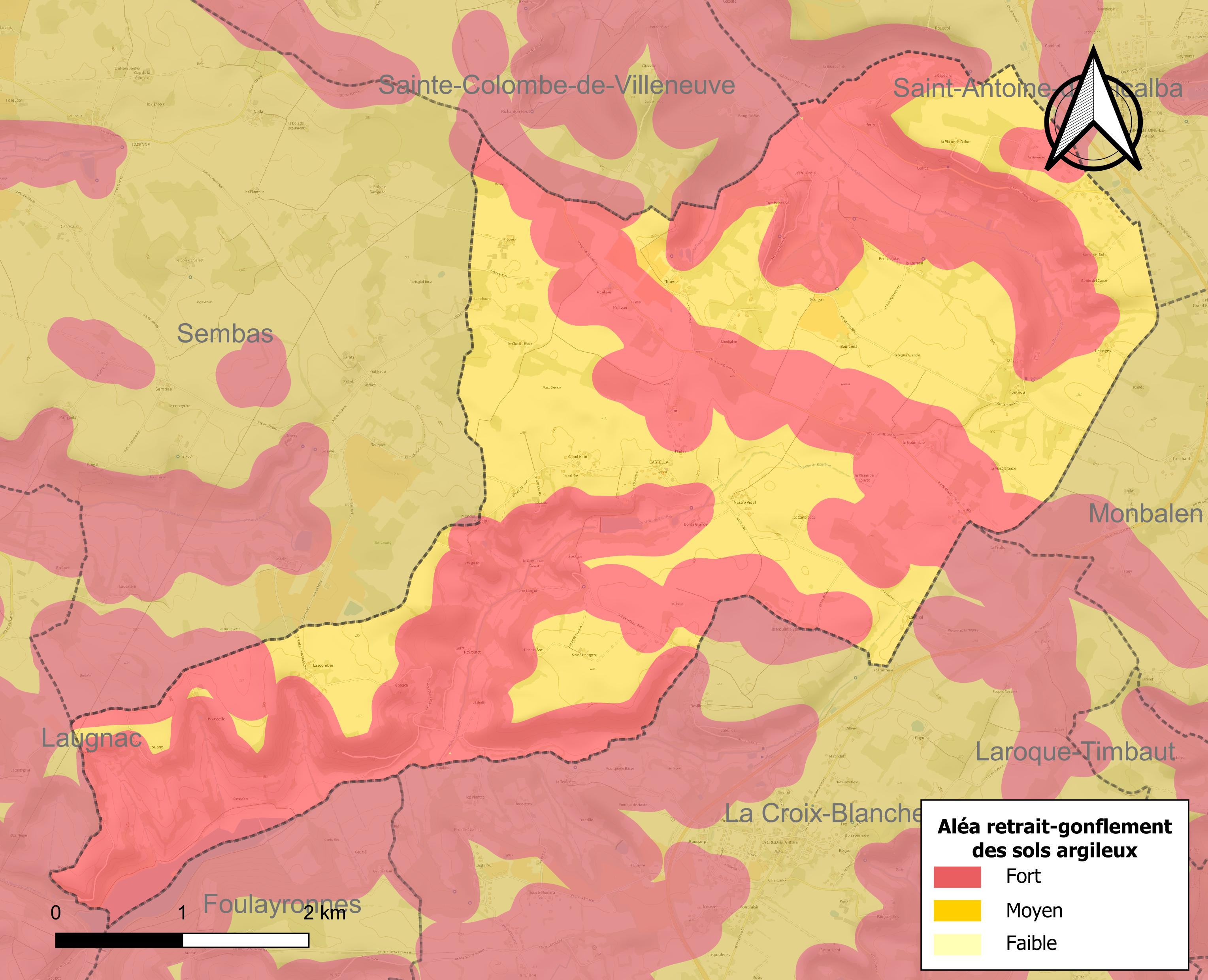
Carte des zones d'aléa retrait-gonflement des sols argileux de Castella.

Le retrait-gonflement des sols argileux est susceptible d'engendrer des dommages importants aux bâtiments en cas d’alternance de périodes de sécheresse et de pluie. La totalité de la commune est en aléa moyen ou fort (91,8 % au niveau départemental et 48,5 % au niveau national). Depuis le 1er octobre 2020, en application de la loi ELAN, différentes contraintes s'imposent aux vendeurs, maîtres d'ouvrages ou constructeurs de biens situés dans une zone classée en aléa moyen ou fort,.
La commune a été reconnue en état de catastrophe naturelle au titre des dommages causés par les inondations et coulées de boue survenues en 1982, 1993, 1999, 2009 et 2021, par la sécheresse en 1989, 2002, 2003, 2009, 2011 et 2017 et par des mouvements de terrain en 1999.

## Héraldique
| Blason de Castella | Blason  | D'azur aux vingt losanges d'or aboutées et accolées en cinq tires de quatre, senestrées d'un lion du même, armé et lampassé de gueules, le tout soutenu d'une losange aussi d'or. Devise / Cri"Des croissants à la pleine lune, elle obtient toujours le plein pouvoir" |
| Blason de Castella | Détails | Officiel, adopté le 2 avril 1984, créé par Roger Séré. |

## Politique et administration
| Période                                  | Période   | Identité                   | Étiquette | Qualité  |
| ---------------------------------------- | --------- | -------------------------- | --------- | -------- |
| décembre 1994                            | mars 2014 | Alain Despiémont           | PS        | Assureur |
| mars 2014                                | 2020      | Bruno Testu                |           |          |
| 2020                                     | En cours  | Corine Lecourt-Bartherotte |           |          |
| Les données manquantes sont à compléter. |           |                            |           |          |

## Démographie
L'évolution du nombre d'habitants est connue à travers les recensements de la population effectués dans la commune depuis 1793. Pour les communes de moins de 10 000 habitants, une enquête de recensement portant sur toute la population est réalisée tous les cinq ans, les populations de référence des années intermédiaires étant quant à elles estimées par interpolation ou extrapolation. Pour la commune, le premier recensement exhaustif entrant dans le cadre du nouveau dispositif a été réalisé en 2008.

En 2022, la commune comptait 377 habitants, en évolution de +4,14 % par rapport à 2016 (Lot-et-Garonne : −0,18 %, France hors Mayotte : +2,11 %).
| 1793 | 1800 | 1806 | 1821 | 1831 | 1836 | 1841 | 1846 | 1851 |
| ---- | ---- | ---- | ---- | ---- | ---- | ---- | ---- | ---- |
| 413  | 528  | 564  | 519  | 542  | 562  | 528  | 530  | 502  |

| 1856 | 1861 | 1866 | 1872 | 1876 | 1881 | 1886 | 1891 | 1896 |
| ---- | ---- | ---- | ---- | ---- | ---- | ---- | ---- | ---- |
| 505  | 463  | 430  | 384  | 372  | 349  | 351  | 341  | 343  |

| 1901 | 1906 | 1911 | 1921 | 1926 | 1931 | 1936 | 1946 | 1954 |
| ---- | ---- | ---- | ---- | ---- | ---- | ---- | ---- | ---- |
| 341  | 332  | 330  | 304  | 312  | 284  | 282  | 279  | 239  |

| 1962 | 1968 | 1975 | 1982 | 1990 | 1999 | 2006 | 2008 | 2013 |
| ---- | ---- | ---- | ---- | ---- | ---- | ---- | ---- | ---- |
| 211  | 228  | 192  | 222  | 264  | 314  | 330  | 334  | 348  |

| 2018 | 2022 | - | - | - | - | - | - | - |
| ---- | ---- | - | - | - | - | - | - | - |
| 373  | 377  | - | - | - | - | - | - | - |

## Cinéma
Plusieurs films et séries ont été tournés dans la commune en particulier : 
- 1986 : Le Lieu du crime d'André Téchiné.

## Lieux et monuments
- Grottes de Fontirou
- Château de Savignac[26] : Au hameau de Savignac on trouvait un des plus puissants châteaux de l'Agenais au XIIIe siècle. Ses ruines sont encore imposantes aujourd’hui. Le pape Clément V fut paraît-il un habitué de ces lieux. Au XVIe siècle, le château a appartenu à la famille de Montpezat.
- Il a existé deux autres châteaux sur le territoire de la commune : celui portant le nom du village, dont il ne reste que les soubassements et celui de Fontirou[27], qui a appartenu à Diane de Poitiers.
- Église Saint-Pierre-ès-Liens de Castella.